# ريكا هونغو
ريكا هونغو (باليابانية: 本 郷 理 華 ؛ من مواليد 6 سبتمبر 1996) لاعبة متزلجة على الجليد يابانية تنافسي حصدت مرتين الميدالية البرونزية في بطولة القارات الاربع، وبطلة كأس روستيليكوم 2014 ، وبطلة كأس سلسلة المتحدي فنلنديا 2015 و حاصلة على الميدالية الفضية اليابانية 2014-15 ، بطلة بطولة اليابان للناشئين لعام 2013.

## نشأتها
ولدت ريكا هونغو في 6 سبتمبر 1996 في سينداي ، اليابان. والدها من المملكة المتحدة. والدتها يوكو كانت لاعبة تزلج على الجليد سابقة، في عام 2015 التحق هونغو جامعة تشوكيو.